# ガーディアンヒーローズ
『ガーディアンヒーローズ』 (Guardian Heroes) は、1996年1月26日に日本のセガから発売されたセガサターン用アクションロールプレイングゲーム。
「伝説の剣」を入手した4人の冒険者たちが、謎のアンデッドヒーローと共に王国と戦う内容となっている。ベルトスクロールアクションゲームにロールプレイングゲームの要素が追加されたシステムが特徴。開発はトレジャーが行い、プロデューサーはゲームギア用ソフト『ソニック ドリフト』（1994年）を手掛けた麻生宏、ディレクターは同じく『ソニック ドリフト』を手掛けた長谷川勝弘、音楽はメガドライブ用ソフト『幽☆遊☆白書 魔強統一戦』（1994年）を手掛けた鈴木勝彦および半沢紀雄が担当している。また演奏者としてイエロー・マジック・オーケストラとの共同作業で知られる松武秀樹が参加している。
後に続編となるゲームボーイアドバンス用ソフト『アドバンスガーディアンヒーローズ』（2004年）が発売された他、本作のHD化となる『ガーディアンヒーローズHD』がXbox 360のXbox Live Arcade対応ソフトとして移植され、配信された。また、上記のXbox 360の移植版がXbox One、Xbox Series X/Sの後方互換タイトルに追加されたためXbox One、Xbox Series X/Sでも遊ぶことができる。

## ゲーム内容
剣と魔法の世界を舞台にしたアクションRPG作品である。ストーリーモードでは2人まで、VSモードは別売のセガサターン用周辺機器マルチターミナル6を使う事で6人までのプレイが可能。ベルトスクロールアクションゲームの体裁を取っているが、その範疇に収まらないシステムを多数持っている。
ストーリーモードは全30ステージからなるが、要所要所でキャラクター間での会話が入る。そこでの選択によってストーリー、そして進むステージが分岐するようになっており、1回のプレイで全てのステージを回る事は無い。マルチシナリオ、マルチエンディングとなっている。敵を攻撃する、魔法を使うなどの何かしらの行動のたびに経験値が入り、戦闘中にリアルタイムでキャラがレベルアップする。ステージとステージの合間ではその上がったレベルの数だけポイントが入り、それを力・体力・知力・精神力・素早さ・運の6つのパラメーターに好きなように配分し、キャラクターの能力を上げられる。
キャラの行動にはダッシュ、ガード、空中ガードといった選択肢が存在し、コマンド入力による技もあるなど、「格闘RPG」というジャケットの記載の通り格闘ゲームのような特徴を多く備えている（ただし主人公ら以外のVSモード専用キャラの中には、敵の攻撃をガードできない者やコマンド技を持たない者などもいる）。
また、本作の大きな特徴に、戦闘のフィールドを広い平面としては使用せず、あえて3本のライン上に限定したシステムをとっている点がある。普通のベルトスクロールアクションならば画面の奥・手前への移動は方向キーの上下入力で行われるが、このゲームにおいてそれらの操作は「ジャンプ」と「しゃがみ」に割り振られており、L・Rボタン、及びYボタンでのライン移動がこのゲームでの奥・手前方向への基本的な移動手段である。ライン移動は通常のものとは違う軌道の低いジャンプによって行われ、その最中は敵の攻撃を受けない無敵状態だが、着地の際には無防備な瞬間がある。
正しく対戦格闘システムのアクションゲームであるが、アクションゲームの群れるザコを弾ね飛ばす爽快感と、対戦格闘の駆け引きという両者の長所を合わせ、アクションゲームのすぐやられる、対戦格闘の動作が重いなどの短所をなくし、RPG要素を加味したものである。アクションゲーム部分でも、アンデッドヒーローという無敵のオプションがあり、これを全く使わず経験値を稼ぐことも、これを戦わせて自分は防御しているだけでも進むことも出来る。またコンティニューはできるが、難易度が上がるにつれ回数が少なくなる。対戦部分においても、画面全体を覆う程の攻撃が出来るキャラから、攻撃が1種しかなく防御もできないキャラクターも存在するが、極めて大きいキャラクターの強さ設定幅や1対5戦など幅広い調整が可能となっている。

## ストーリー
ハーン、ランディ、ニコレ、銀次郎たち冒険者一行は、冒険の末王国が探しているという古の「伝説の剣」を手に入れる。宿屋で剣の話で盛り上がっているところに赤い鎧の騎士セレナが飛び込んできて王国の騎士団から狙われていることを伝える。宿にも火が放たれ、城下から逃げ出す一行。町外れの墓地で追い付かれ、王国が放った魔導兵器に苦戦していた時、突如伝説の剣が輝きだしアンデッドヒーローが復活し圧倒的な力を見せつける。伝説の剣は過去に存在していた「剣の時代」の王国で生前のアンデッドヒーローが振るっていたものであった。一行はアンデッドヒーローとともに王国と戦っていくこととなる。
バルガーら騎士団を退け、王国を操るカノンと対峙するハーンたち。セレナは剣の時代の王族の末裔であり、アンデッドヒーローは滅亡の最後まで抵抗した王国最強の騎士であった。王家の交代劇など聞いたことがないと驚くバルガー。カノンは歴史の真実を語りだす。かつて世界には天の者、地の者という強大な支配者がおり、人間たちは無力な存在だった。天の者は地の者を打ち倒すため、人間たちに魔法の力を授けた。人間たちは天の者と協力し、多大な犠牲を払いつつも地の者を闇に封じることに成功する。「魔法の時代」の到来であった。しかし天の者は予想を超える魔導士たちの力を恐れ、地の者と同じように闇に封じ込めた。やがて魔法は忘れ去られ、世は「剣の時代」となる。カノンは永い時を経て天の者への復讐のために地上へ舞い戻り、剣の時代の王国を滅ぼし魔法による国家を作り上げたのだった。真実を知った一行は選択を迫られる。偽の王国を討ち果たすのか、天の者と戦うのか、地の者と戦うのか。

## 登場キャラクター

### メインキャラクター
ハーン・サムウェル
声：真殿光昭
元々は王国青騎士団の一員だったが、姫を城外へ連れ出した事から青騎士団を追われ、冒険者となる。
魔法は不得手だが、大剣を用いた豪快で力強い剣技を得意とする。ランディの口車に乗せられ、伝説の英雄と彼の遺した剣に強い興味を持ち冒険に出た。キザな性格でカッコつけだが、名付けのセンスが悪い。
「剣の時代」の剣を扱うことができ、アンデッドヒーローが復活するまでその剣を使用している。ルートによっては同じく「剣の時代」の戦士、隻腕不死戦士から剣を託される。
　英雄剣を持ったハーンは斬撃に炎属性が付く上、能力が超強化され、凄まじい強さになる。その状態でクリアーすれば対戦でも英雄剣を持ったハーンが使えるようになる（能力・仕様も一緒）。
ランディ・M・グリーン
声：亀井芳子
自称超魔道士。多彩な魔法をマスターしているほか、半人前ながらギンジロウ直伝の棒術も扱う。魔法学校の卒業論文で王家の歴史を題材に調べていくうちに、伝説の英雄と王家の行動に疑問を抱き、ハーンやギンジロウを口車に乗せて冒険に出立、伝説の剣を探し当てた。使い魔のエドと常に一緒にいる熱血やんちゃ少年。わがままで負けん気が強いが、性根は気が弱くそれをコンプレックスに思っている。
非力で打たれ弱いが、攻撃魔法は非常に強力で広範囲・大多数の敵を一気に殲滅する事を得意とする。
ニコレ・ニール
声：大谷育江
自分の幸せのために神を信じる不埒者な少女僧侶。銀次郎が好きで勝手についてきた。異常なほど運が良い体質で、冒険を甘く見ている楽観主義者。しかし同時に罪を憎んで人を憎まないなど根は優しい。ドジで天然ボケなムードメーカー。
ランディ以上に非力で打たれ弱いが、唯一回復魔法を扱う事ができ、他にもバリヤーなど、強力な補助魔法を持つ。
燻 銀次郎（イブシ・ギンジロウ）
声：大川透
燻流忍術を極めた男。常に冷静沈着で、血気盛んな仲間達の宥め役。古代より伝わる心を持つ剣「村柾」を求めて旅をしており、ランディの口車で伝説の剣が探していたものと思い込んで仲間になった。打算的なところもある。
燻流忍術・体術による非常に多彩で素早い動きが武器で、雷系魔法が得意。無敵移動などを持ち、乱戦時に撹乱して戦う。
セレナ・コルセア
声：沢海陽子
王国赤騎士団の団長だったが、何を思ってか騎士団を出奔し、ハーン達の元を訪れる。「魂を持つ伝説の剣」について深く知っており、アンデッドなどの知識も豊富。
剣技も魔法も使いこなし、その能力は平均的だが非常に汎用性が高い。特に氷系の魔法に長け、様々な魔法を持つ。
エドワード・M・コニャック
声：大谷育江
ランディの遣い魔で、人間との会話も出来る小柄な知的生物。ストーリーモードではランディの一部のような存在だが、VSモードでは独立したキャラになっている。
アンデッドヒーロー（不死英雄戦士）
声：坪井智浩
太古の昔に活躍した、当時の王国最強の剣士であり、物語の中枢を担う「伝説の剣」の持ち主。物語序盤で、その身は既に骸骨と化していながら突如復活、会話をする事は出来ないが、ハーン達に協力してくれ、命令も忠実に聴く。ストーリーモードでは不死身でCPU操作であり、彼への命令というコマンドが存在する。伝説の剣による攻撃は強力で頼りになる。

### サブキャラクター
カノン・G・グレイ
声：大木民夫
暗黒魔道士、己の野望のためにその圧倒的な魔力を使う。王家を利用し圧政をしき、横暴の限りを尽くしている。
かつての「魔法の時代」の生き残りで、再び魔法の時代を取り戻さんと魔導国家建設の野望を抱いている。
物理攻撃は一切無く、その強力な魔法のみを唯一の武器とする。彼にしか使えない独自の暗黒魔法を多く持つ。
ラインハルト・バルガー / バルガ
声：納谷六朗
王国の誇り高き王子であり、黒騎士団の団長。国王の命令でカノンを手助けしているが、そのやり口と怪しさに反感を抱いている。
二刀流と素早い動きで畳み掛けて来る強敵。実はこの二振りの刀こそギンジロウが探し求めていた「村柾」なのだが、本編では双方とも気付いていない。
カティ・サーク
声：麻丘夏未
セレナが赤騎士団を離れた事で、新しく赤騎士団長となった女騎士。高圧的で部下に厳しく、そのため嫌われている。
セレナ同様、バランスの取れた性能で襲い掛かってくる。
デッドアイ・ガッシュ
声：小野英昭
ハーンがいた頃から王国の青騎士団の団長を任されていた騎士。
眼帯は弱敵に対するハンデである。ハーンとは一度本気で雌雄を決したかった。王国にやや疑心を抱いている。
ハーン同様、魔法は不得手だが、その分力強い剣技を駆使して闘いに臨んでくる。
ズル・パ・イヤー
声：横尾博之
王国の遊撃隊を率いる怪しい男で、カノンの側近。
非常に狡猾で、同時に非常に弱く、その壊れたキャラクターでゲームのお笑い担当となっている。
プロト・シルバー
声：加瀬康之
自分の意思で行動できる特殊な魔導兵器。カノンの命令に忠実に従うようにプログラミングされている。
搭載された重火器や電磁ナイフで攻撃してくる。
ゴールデン・シルバー
声：加瀬康之
王国の持つ全ての技術を結集した最終魔導兵器。基本的にはプロト・シルバーと同じ能力だが、ビットによる多彩な攻撃機能を備えており、本体は無敵の防御を誇る。
マッチョ・ゴロー
声：秋元羊介
強奪団の頭領。義理人情に厚く、部下からは絶大な信頼を受けている。武器を一切使わず我流の拳法・魔法を使う。
サンボ・シナユマ
強奪団の副頭領。人当たりがよく、穏やかな性格。マッチョを尊敬しており、マッチョの我流空手を見よう見まねで覚えた。
ゴーダッツ
声：坪井智浩
強奪団の戦闘員。戦闘服に小さくついている数字で区別される。常に筋肉美の追求に余念がない。
レジスタンス
王国に敵対する勢力で、村の若者達。ストーリーモードでは味方扱いで、ボロの鎧にバケツを被って斧でともに戦ってくれる。
マノン・F・ブラウン
かつてカノンと暗黒魔導を極めたものの、現在は世捨て人として生活している。ランディの魔法の師匠である。
ルシア・バルガー
王国の姫で、バルガの妹。よくお城を抜け出して街に遊びに行く。自分のせいでハーンが王国騎士団を追われたことに心を痛めている。
キング・バルガー
国王にしてバルガの父。カノンが王家の力を利用していることを知っていて協力している。

## 他機種版
| No. | タイトル                 | 発売日             | 対応機種 | 開発元     | 発売元 | メディア                        | 型式 | 備考                                                                                         | 出典              |
| --- | ------------------------ | ------------------ | -------- | ---------- | ------ | ------------------------------- | ---- | -------------------------------------------------------------------------------------------- | ----------------- |
| 1   | ガーディアンヒーローズHD | INT 2011年10月12日 | Xbox 360 | トレジャー | セガ   | ダウンロード (Xbox Live Arcade) | -    | 2人協力プレイ（ストーリー）、最大12人同時プレイ（VSモード限定） アバター用アイテムが先行配信 | [ 2 ] [ 3 ] [ 4 ] |

## スタッフ
- 企画、総合プロデューサー：菊地徹彦
- 総合ディレクター：右京雅生
- 脚本、演出：木村幸一
- キャラクター・デザイン、原画：はん（菊地徹彦）
- 構成：うきょ（右京雅生）
- 美術監督、背景指定：かふ壱（木村幸一）
- 作曲、音楽監督：Nazo2鈴木（鈴木勝彦）
- 作曲補助：NON（半沢紀雄）
- 音響効果：S.MURATA（村田智）
- 編集：やいまん（八井田満）
- 雑用：臥竜
- 文字デザイン：ふじたひさし、Konig（石田和彦）
- 設定、演技指導：はん（菊地徹彦）
- 新人教育：SW20
- 情報、資料提供：AHILL
- 器材破壊：“ガチャコン”ゴオ
- 精神援助：おぎのん（荻野誠）
- 制作進行：前川正人
- 受付嬢：保坂晴子
- キャスト：江崎プロダクション

制作（トレジャー）
- メイン・プログラマー：右京雅生
- システム・プログラマー：やいまん（八井田満）
- 雑用プログラマー：臥竜
- 背景グラフィック：木村幸一
- キャラクター・グラフィック：菊地徹彦、金ヶ江恒久、北川直己、中澤剛、田中宣久
- サウンド・クリエイター：鈴木勝彦、半沢紀雄、村田智
- キャラクター原動画協力：美術画房・草薙
  - 原画：西島克彦、高橋照夫、森下昇吾、田中誠樹、松本卓也
  - 動画：森下昇吾、田中誠樹、高橋照夫、スタジオたくらんけ
- 原画作画協力：もりやまゆうじ
- デモシーン原動画：西島克彦
- ゲーム背景：美術画房・草薙
  - 美術：小倉一男
  - 作画：木原祐爾、小倉一男、中座洋次

オープニング・アニメーション
- 絵コンテ演出：吉岡仙朋（マーカス）
- 作画監督：つつがむ氏敏郎
- 美術監督：武藤正敏
- 撮影監督：藤田正明
- 原画：奥田淳、春日井浩之、吉岡仙朋、つつがむ氏敏郎
- 動画チェック：秋吉育子
- 動画：京江動画
- 色指定：吉岡美由紀
- 仕上げ：京江動画
- 仕上げ検査：吉岡智美、菰田智子、丹羽由香里
- 背景：STUDIO JACK
  - 吉岡典弘、高須賀真二、子名木麻起子、猪飼真由美
- 背景協力：Art Max
- 特殊効果：干場豊（マリックス）
- 撮影：虫プロダクション
  - 藤田正明、諫川弘、鈴木秀男、山口利明、西出透、出田牧子
- 編集：尾形治敏、伊藤勇喜子
- 現像：IMAGICA
- 制作協力：童夢
- 制作：マーカス
- 音楽
  - 演奏：Nazo2 Unit
    - Nazo2鈴木、入江純、松武秀樹

  - 演奏協力：土岐英史、上村CAN、渡辺直樹
  - 録音スタジオ：ユーメックス
- 制作協力：中座洋次（美術画房・草薙）、高江勇次（マーカス）、小野光枝（江崎プロダクション）、藤田純二（ユーメックス）、

セガ スタッフ
- エグゼクティブ・プロデューサー：石井洋児
- プロデューサー：麻生宏
- ディレクター：長谷川勝弘
- コーディネーター：土屋淳一、白幡都弘

- スペシャル・サンクス：佐々木かふ一、セガスタッフ
  - セガスタッフ：竹崎忠、南雲靖士、花谷和宏、下里陽一、中川博、三井弘幸、山口敏樹、中村千恵子、清水順一、石坂郁夫、丸山利明、熊谷秀大、中川輝彦、矢島利明、原田正道、安保秀樹
- 監督：前川正人

## 評価
| 項目 | キャラクタ | 音楽 | お買得度 | 操作性 | 熱中度 | オリジナリティ | 総合 |
| 得点 | 4.2        | 3.8  | 3.9      | 3.9    | 4.0    | 4.1            | 23.9 |

ゲーム誌『ファミ通』の「クロスレビュー」では合計26点（満40点）とやや高評価となり、『SATURN FAN』の読者投票による「ゲーム通信簿」での評価は右記の通り、合計23.9点（満30点）と高評価となった。